# EE (azienda)
EE (conosciuta dal 2010 al 2012 come Everything Everywhere) è un marchio britannico di proprietà di BT Group operante nel settore delle telecomunicazioni, in particolare nella gestione della rete mobile e nella fornitura di servizi Internet. È stato fondato nel 2010 ed è il secondo operatore di rete mobile del Regno Unito, con 21,2 milioni di clienti a settembre 2022.
È stata originariamente costituita nel 2010 come joint venture 50:50 tra Deutsche Telekom e France Télécom (ora Orange S.A.) a seguito della fusione di T-Mobile UK e Orange UK, le rispettive attività nel Regno Unito; i precedenti marchi sono stati gradualmente eliminati nel 2015. Il nome è stato abbreviato in EE quando l'azienda ha lanciato la prima rete mobile 4G del Regno Unito nel 2012. EE è stata poi acquisita da BT nel 2016 ed è diventata una nuova divisione consumer all'interno del gruppo.
EE ha la sua sede centrale a Londra, in Inghilterra, oltre a hub a Bristol, Darlington, Sunderland, Greenock, Merthyr Tydfil, North Tyneside, Plymouth e Leeds. A novembre 2016, la copertura della rete 4G di EE raggiungeva oltre il 99% della popolazione britannica, con il 4G a doppia velocità che raggiungeva l'80%, mentre la rete 3G di EE raggiungeva il 98% della popolazione fino alla sua chiusura all'inizio del 2024.

## Storia

### Origini
L'8 settembre 2009, Deutsche Telekom e France Télécom (ora Orange S.A.) hanno annunciato l'intenzione di fondere le rispettive società britanniche, T-Mobile UK e Orange UK. L'unità britannica di T-Mobile ha le sue origini in Mercury Communications, costituita nel 1989, mentre Orange ha lanciato i suoi servizi nel 1994 quando era di proprietà di Hutchison Whampoa.
La pianificazione iniziale prevedeva un fatturato congiunto di circa 7,7 miliardi di sterline per il 2008, con risparmi attraverso le sinergie che avrebbero dovuto ammontare a “oltre 445 milioni di sterline all'anno a partire dal 2014”. Le due società hanno inoltre annunciato un investimento previsto di “600-800 milioni di sterline in costi di integrazione”. Un comunicato stampa ha delineato una prospettiva per i due marchi, affermando che “i marchi T-Mobile UK e Orange UK saranno mantenuti separati per 18 mesi”. La fusione è stata successivamente autorizzata dalla Commissione europea il 1º marzo 2010; non è stata costituita una nuova società, ma T-Mobile (UK) Limited è stata rinominata in Everything Everywhere Limited a luglio.
La joint venture 50:50 è stata annunciata come completata il 1º aprile 2010, e il nome Everything Everywhere è stato annunciato l'11 maggio 2010. Lo stesso giorno l'azienda ha confermato che “il roaming su entrambe le reti [sarebbe stato] previsto più avanti nel corso dell'anno, senza costi aggiuntivi per il cliente” e ha sottolineato ulteriormente la separazione dei marchi, affermando che ogni marchio avrebbe mantenuto “i propri negozi, campagne di marketing, proposte e centri di assistenza”.

### 2010-2012: Everything Everywhere

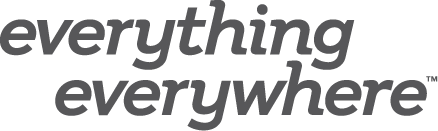
Logo utilizzato dall'allora Everything Everywhere dal 2010 al 2012.

I piani di condivisione della rete delle società (che consentono ai clienti Orange di utilizzare il segnale 2G di T-Mobile e viceversa) sono stati resi noti ai clienti nell'ottobre 2010. L'attivazione è avvenuta tramite una pagina di opt-in sul sito web di ciascun marchio. Tuttavia, inizialmente il lancio non includeva il roaming automatico della rete a metà chiamata o i servizi 3G dei due marchi.
Nel gennaio 2011, Everything Everywhere e Barclaycard hanno annunciato che avrebbero introdotto congiuntamente il primo sistema di pagamenti mobili contactless del Regno Unito per i consumatori entro l'inizio dell'estate 2011. Everything Everywhere ha ampliato il suo braccio di pagamenti mobili contactless annunciando un accordo con MasterCard nell'agosto 2012, che avrebbe visto le due società lavorare insieme all'introduzione della tecnologia near-field communication (NFC) e di altre tecnologie di pagamento mobile nel Regno Unito. Poco dopo, Everything Everywhere ha sostenuto il suo coinvolgimento nel futuro della tecnologia NFC nel Regno Unito annunciando una joint venture tra sé, Vodafone e O2. La joint venture è stata progettata per essere un “unico punto di contatto” per tutti coloro che erano coinvolti nell'aumento dell'adozione dell'NFC per i pagamenti mobili nel Regno Unito.
Il 18 luglio 2011, Tom Alexander ha annunciato inaspettatamente che si sarebbe dimesso dalla carica di CEO. Alexander era entrato a far parte di Orange nel 2008 e aveva guidato l'azienda dalla sua costituzione nel luglio 2010. È stato annunciato che avrebbe lasciato il suo incarico il 31 agosto 2011 e sarebbe stato sostituito da Olaf Swantee, che aveva ricoperto la posizione di vicepresidente esecutivo delle attività europee e dell'approvvigionamento per France Télécom oltre a essere membro del consiglio di amministrazione di EE. Alexander ha dichiarato che sarebbe rimasto in azienda per tutto il resto del 2011 e avrebbe continuato a consigliare Swantee nel suo nuovo ruolo. Swantee ha guidato il gruppo attraverso le sfide del rebranding e del lancio di una nuova tecnologia e per questo è stato nominato persona dell'anno del settore mobile nel 2013.
Nel novembre 2011, Everything Everywhere ha annunciato l'intenzione di tagliare altri 550 dipendenti del reparto back office, colpendo le sedi di Bristol, Darlington, Hatfield e Paddington.
Nell'aprile 2012, la rete di T-Mobile in Irlanda del Nord è stata disattivata, il che significa che i clienti di quel paese hanno effettuato il roaming su Orange.

### 2012-2014: Rinnovo del marchio in EE
Il 22 agosto 2012, Everything Everywhere ha annunciato che avrebbe introdotto un terzo marchio nell'ambito di un futuro lancio 4G per affiancare T-Mobile e Orange, e che Everything Everywhere sarebbe rimasto il nome legale della società. Ulteriori speculazioni sono iniziate il 7 settembre 2012, quando la società ha annunciato i dettagli di una conferenza stampa avvenuta la mattina dell'11 settembre 2012, la prima data fissata da Ofcom per il lancio dei servizi 4G. È stato anche notato che questa data precedeva di sole 24 ore il lancio previsto dell'ultima generazione di iPhone (l'iPhone 5), suscitando così il sospetto che il nuovo iPhone avrebbe supportato il 4G e che Everything Everywhere avrebbe lanciato il suo servizio su questo telefono ampiamente atteso. Altri commentatori avevano suggerito che l'HTC One XL sarebbe stato il primo portatile a utilizzare la rete 4G di Everything Everywhere. I cellulari che la società ha inizialmente lanciato su EE sono stati l'iPhone 5 (iOS), l'HTC One XL (Android), il Samsung Galaxy S III (Android), il Samsung Galaxy Note II (Android), l'Huawei Ascend P1 (Android), il Nokia Lumia 920 (Windows Phone) e il Nokia Lumia 820 (Windows Phone). L'azienda ha inoltre annunciato l'utilizzo di due dispositivi a banda larga mobile 4G prodotti da Huawei: il dispositivo Wi-Fi mobile E589 e il dongle a banda larga mobile E392.
L'11 settembre 2012, è stato annunciato che il marchio EE sarebbe stato utilizzato per identificare la rete su tutti i dispositivi dell'azienda (EE, T-Mobile e Orange), parallelamente al servizio 4G e al lancio della banda larga in fibra ottica. Il marchio è stato descritto da EE come The Super Fast Brand. È stato inoltre confermato che tutti i negozi ex-T-Mobile ed ex-Orange sarebbero stati rebrandizzati EE da un giorno all'altro, ma i prodotti di telefonia mobile avrebbero continuato a essere venduti con quei marchi all'interno dei negozi. Il nome legale della società è cambiato in EE Limited il 2 settembre 2013.
Il 30 ottobre 2012, è stato annunciato che il servizio a banda larga Orange sarebbe stato ribattezzato EE e che l'azienda avrebbe lanciato un nuovo servizio a banda larga in fibra ottica, utilizzando un router Bright Box e Openreach GEA. Il cambiamento è entrato in vigore il 5 novembre 2012 attraverso un aggiornamento del firmware che ha sostituito il marchio Orange con EE sull'interfaccia web del router dei clienti. Il 6 novembre 2012, è stato annunciato che EE aveva stretto una partnership esclusiva con la società di pagamenti mobili iZettle. L'accordo ha permesso a EE di vendere i mini lettori di carte di debito/credito dell'azienda, che consentono ai clienti delle piccole imprese di effettuare pagamenti con il cellulare. I dispositivi sono stati inizialmente messi in vendita in 297 negozi EE e tramite il canale di televendita di EE.
Nel marzo 2014, EE ha iniziato a eliminare gradualmente i marchi T-Mobile e Orange nel Regno Unito, rimuovendo questi marchi dal proprio sito web e dai negozi al dettaglio. Tuttavia, questi marchi erano ancora disponibili attraverso le televendite e i canali di vendita al dettaglio di terzi. L'eliminazione è stata completata nel marzo 2015, con nuove connessioni e aggiornamenti disponibili solo sui servizi a marchio EE.

### 2014-presente: Acquisizione da parte di BT
Nel corso del 2014, Deutsche Telekom e Orange S.A. avrebbero preso in considerazione opzioni per la vendita di EE o per la sua cessione attraverso un'offerta pubblica iniziale. Il 15 dicembre 2014, BT ha confermato di aver avviato trattative esclusive per l'acquisto di EE per 12,5 miliardi di sterline. Il 5 febbraio 2015, BT ha confermato che avrebbe acquisito EE per la cifra precedentemente menzionata, previa approvazione normativa. Ha ricevuto l'approvazione finale incondizionata da parte della Competition and Markets Authority (Autorità per la concorrenza e i mercati) il 15 gennaio 2016. L'operazione è stata completata il 29 gennaio 2016: Deutsche Telekom possiede ora il 12% di BT, mentre Orange ne detiene il 4%.
Il 1º febbraio 2016, BT ha annunciato che EE sarebbe diventata una nuova divisione del settore consumatori all'interno del gruppo, accanto a BT Consumer. Avrebbe servito i clienti con servizi di telefonia mobile, banda larga e TV, oltre a continuare a fornire il contratto per la rete di servizi di emergenza che era stato assegnato a EE alla fine del 2015. La divisione business di EE è stata accorpata a BT Business e alle attività di BT Global Services incentrate sul Regno Unito per formare una nuova divisione BT Business and Public Sector con un fatturato di circa 5 miliardi di sterline. Un'altra nuova divisione, BT Wholesale and Ventures, comprendeva la divisione BT Wholesale insieme alle attività MVNO di EE e ad alcune attività specializzate come Fleet, Payphones e Directories. Gerry McQuade, in quel momento Chief Sales and Marketing Officer, Business di EE, sarebbe stato il suo CEO.
Il 28 luglio 2017 BT ha annunciato cambiamenti organizzativi per “semplificare il suo modello operativo, rafforzare le responsabilità e accelerare la sua trasformazione” prevedendo di riunire le divisioni BT Consumer ed EE in una nuova divisione unificata BT Consumer che opererà attraverso tre marchi - BT, EE e Plusnet. Ciò è entrato in vigore il 1º aprile 2018.

## Operazioni

### Sedi

#### Uffici

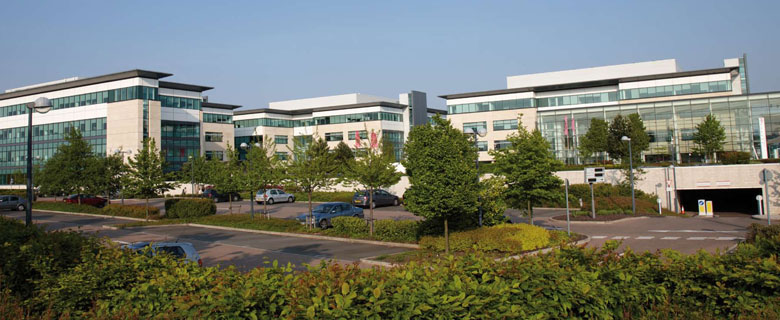
L'ex sede di EE presso l'Hatfield Business Park.

EE ha i suoi uffici principali a Londra, Bristol, Darlington, Doxford, Greenock, Merthyr Tydfil, North Tyneside, Plymouth e Leeds. Nel giugno 2016, è stato annunciato che EE si stava preparando a trasferirsi dai suoi uffici di Paddington al nuovo BT Centre alla fine dell'anno, come parte dei piani di BT per risparmiare 360 milioni di sterline all'anno in seguito all'acquisizione di EE. Lo spostamento è iniziato nel novembre 2016.

#### Negozi al dettaglio

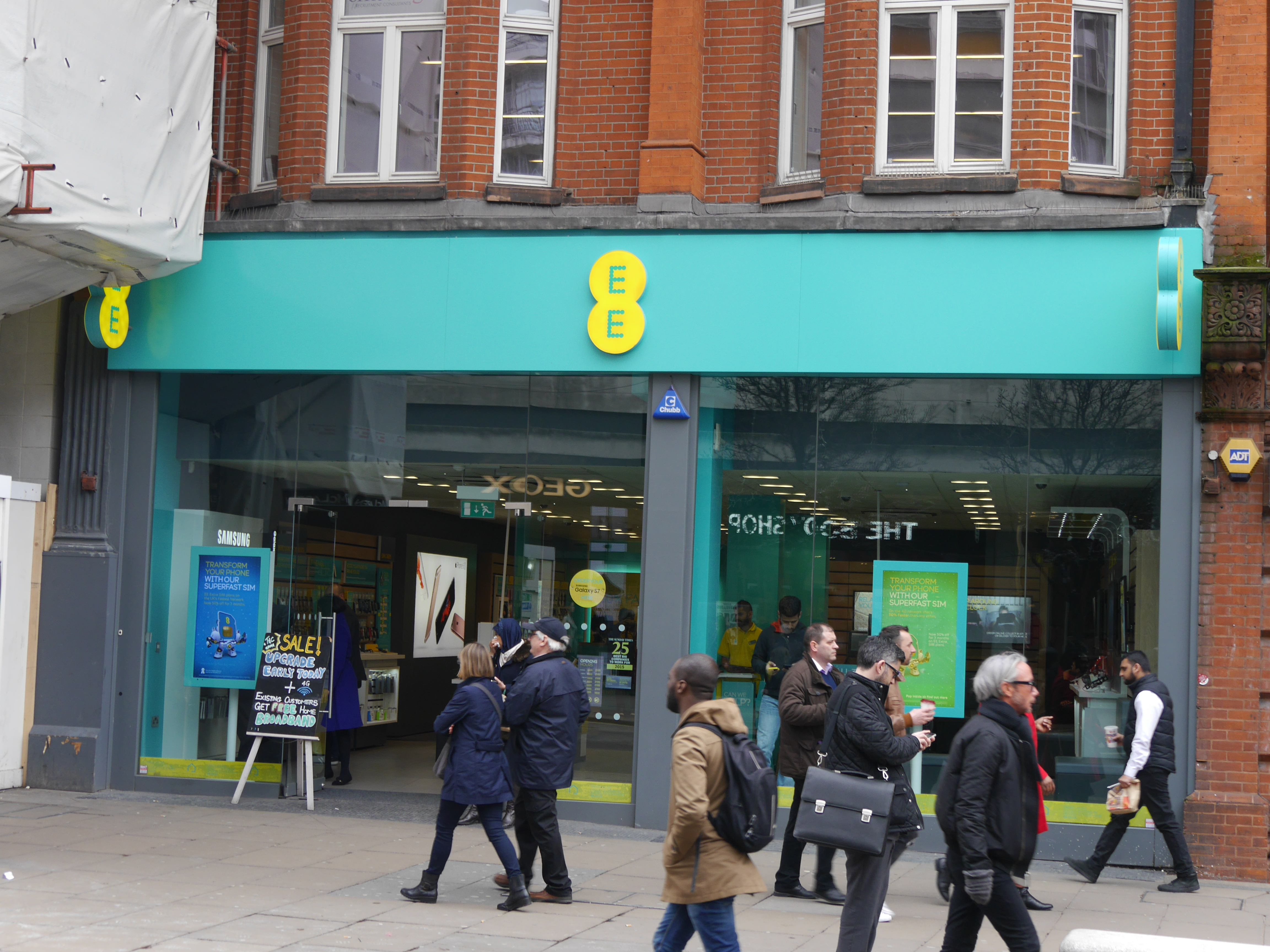
Un negozio EE in Oxford Street, Londra nel 2016.

Nel novembre 2010, EE ha annunciato l'apertura di sei negozi “a doppio marchio”: tre erano gestiti da T-Mobile e tre da Orange, e ciascuno promuoveva i prodotti dell'altro marchio. L'azienda si è ulteriormente espansa all'inizio del 2011. Cinque nuovi negozi recavano il marchio Everything Everywhere, sebbene rappresentassero e vendessero sia T-Mobile che Orange. Nello stesso trimestre, l'azienda ha anche lanciato una serie di concessioni Orange in alcuni negozi HMV. Queste concessioni erano state progettate per operare come normali negozi al dettaglio Orange, anche se con un afflusso di pubblico prevedibilmente più basso e per soddisfare i consumatori più giovani di HMV. L'azienda ha rimosso queste concessioni da HMV poco prima del rebranding, e il loro personale, circa 100 persone, è stato trasferito nei negozi locali.
Nell'ottobre 2012, EE aveva 700 negozi nel Regno Unito dopo il rebranding dei negozi esistenti di Orange, T-Mobile e Everything Everywhere. Nel gennaio 2013, è stato annunciato che EE avrebbe chiuso 78 negozi, senza perdita di posti di lavoro, perché in diverse località ce n'erano più di uno nella stessa strada, spesso vicini tra loro. Nel gennaio 2014, è stato annunciato che EE avrebbe chiuso altri 76 negozi doppi e ne avrebbe aperti 50 nuovi, tra cui 30 punti vendita in franchising, con una stima di 350 posti di lavoro. I punti vendita in franchising sarebbero saliti a 100 entro la fine dell'anno, compreso il trasferimento di 45 negozi gestiti direttamente a partner in franchising. La mossa ha visto il numero di negozi ridursi da 600 a 574 (compresi i 100 punti vendita in franchising).
Nel settembre 2014, è stato annunciato che, in seguito al fallimento di Phones 4u nel Regno Unito, EE avrebbe acquisito 58 dei suoi negozi per 2,5 milioni di sterline in un accordo con i suoi amministratori, PricewaterhouseCoopers. L'accordo ha salvaguardato 359 posti di lavoro e i negozi sarebbero stati rimarchiati con il marchio EE.
Nel luglio 2017, EE ha annunciato l'apertura di 100 punti vendita all'interno di altri negozi entro la fine del 2019, grazie a una partnership con Sainsbury's. Questo avrebbe creato 400 posti di lavoro nei negozi Sainsbury's e Argos e avrebbe visto il numero di punti vendita raggiungere un numero vicino a 700, come parte dell'ambizione di fornire al 95% della popolazione l'accesso a un negozio EE entro 20 minuti di auto. Inoltre, negozi e cabine pop-up sarebbero state presenti nei centri commerciali e in altre località del Regno Unito, mentre negozi EE mobili su furgoni sarebbero stati messi a disposizione dei clienti nelle aree più remote.

### Rete
EE possiede e gestisce reti nazionali di telefonia mobile 2G, 4G e 5G nel Regno Unito.
Il 22 giugno 2010, Everything Everywhere ha annunciato l'intenzione di introdurre le chiamate vocali in HD su tutta la sua rete entro la fine dell'estate. La tecnologia è stata inizialmente sperimentata sulla rete di Orange a Bristol, Reading e Southampton, prima di essere estesa al resto del Regno Unito entro la fine dell'estate. La richiesta di utilizzare la sua capacità in eccesso per lanciare i servizi 4G nel Regno Unito è stata approvata dall'Ofcom il 21 agosto 2012. Come parte dell'approvazione dell'Ofcom per l'introduzione del 4G da parte della società, il 22 agosto 2012 è stato annunciato che Hutchison 3G avrebbe acquisito parte dello spettro a 1.800 MHz di Everything Everywhere.
Insieme alla nuova campagna di marketing a livello nazionale e al rebranding dei negozi, il 30 ottobre 2012, è stata lanciata la rete 4G di EE, la prima rete mobile 4G del Regno Unito; altre società hanno invece lanciato le loro reti 4G nel corso del 2013. La copertura 4G è stata inizialmente attivata in 11 città del Regno Unito: Londra, Bristol, Birmingham, Cardiff, Edimburgo, Glasgow, Leeds, Liverpool, Manchester, Sheffield e Southampton. Nel corso dell'ultima parte del 2012 e nel 2013, l'azienda ha aggiunto altre città e paesi, e ha pianificato di aumentare la velocità in alcune località esistenti entro l'estate del 2013. EE ha dichiarato che ogni mese, a partire dal lancio, sarebbero state aggiunte 2.000 miglia quadrate (5.200 km2) di rete 4G e che l'obiettivo era di coprire il 70% della popolazione entro la fine del 2013 e il 90% entro la fine del 2014.
EE ha avuto criticità iniziali e problemi di assenza di segnale su entrambe le reti 3G e 4G. Il 20 febbraio 2013, Ofcom ha annunciato che EE si era aggiudicata più spettro 4G nelle bande a 800 MHz e 2,6 GHz, con un'offerta di circa 588 milioni di sterline. Il 5 novembre 2013, EE ha iniziato a testare la rete LTE Advanced (LTE-A) nell'East London Tech City. La rete LTE-A offriva velocità fino a 300 Mbit/s quando è stata distribuita al pubblico nel 2014. L'LTE-Advanced di EE è stato lanciato alla fine di ottobre 2014.
Il 12 febbraio 2016, EE ha annunciato di aver raggiunto l'obiettivo del 2015 di raddoppiare il numero di utenti 4G sulla propria rete, raggiungendo i 14 milioni alla fine dell'anno e rimanendo il più grande operatore 4G d'Europa. La sua rete 4G raggiungeva più del 95% della popolazione del Regno Unito, con il 4G a doppia velocità che arrivava all'80%. La rete 3G di EE raggiungeva il 98% della popolazione, mentre la rete 2G copriva il 99%. Il 24 aprile 2016 è stato annunciato che, nell'ambito di una nuova strategia, EE avrebbe puntato a estendere la portata geografica della sua rete 4G nel Regno Unito dall'attuale 60% al 95% entro il 2020, il che avrebbe aumentato la percentuale di popolazione del Regno Unito coperta dalla rete 4G dal 95% al 99,8%. Per raggiungere questo obiettivo, EE costruirà più di 750 nuovi siti. Inoltre, la sua rete 4G è stata attivata nelle Shetland e nelle Isole Scilly, grazie ai collegamenti a banda larga in fibra distribuiti da BT. Al momento del lancio, la rete 4G era utilizzata solo per le connessioni dati, con i clienti che passavano al 3G durante le chiamate. Tuttavia, EE ha introdotto il 4G Calling (VoLTE) in tutto il Regno Unito per consentire sia la voce che i dati attraverso il 4G, oltre a permettere ai clienti di effettuare chiamate in nuove aree della rete che erano soggette solo al 4G. Il 4G Calling è stato disponibile per la prima volta a Londra, Birmingham, Bristol, Manchester, Edimburgo, Glasgow, Belfast, Leeds e Newcastle, ed è stato attivato sul resto della rete da luglio 2016.
Il 13 settembre 2017, è stato annunciato l'aggiornamento della propria rete 4G da parte di EE con la conversione delle onde radio da 2G a 4G. In quel momento, EE utilizzava le frequenze nella banda dei 1.800 MHz sia per il 2G che per il 4G (le altre bande sono riservate esclusivamente al 3G/4G) e stava convertendo - o “refarmando” - 10 MHz delle onde aeree 2G, aggiungendoli alla fetta di 20 MHz già configurata per il 4G. Nei prossimi sei mesi, più di 600 siti in città come Londra, Birmingham, Manchester, Edimburgo e Cardiff saranno aggiornati con il più recente spettro 4G e saranno dotati di modem “Cat 12” e “Cat 16” che forniranno velocità e copertura migliori e supporteranno gli smartphone “CAT 12” e “CAT 16” di nuova generazione. Anche la velocità di caricamento dei dati sarà raddoppiata, passando dall'attuale massimo di 50 Mbit/s a un massimo di 100 Mbit/s su oltre 900 siti in tutto il Regno Unito. L'operatore stava inoltre espandendo la sua rete 4G+ in tutto il Regno Unito con più di 1.000 siti che supportano velocità di “Cat 9” superiori a 400 Mbit/s. La copertura geografica della rete 4G aveva raggiunto l'85%.
Il 19 marzo 2018, è stato annunciato che EE ha riempito 12.000 km2 (4.600 miglia quadrate) di not-spot mobili negli scorsi 12 mesi, nell'ambito della sua strategia di copertura geografica 4G del 95% entro il 2020, attualmente al 90%. Ciò ha comportato l'aggiornamento di oltre 4.000 celle radio esistenti per fornire il 4G e la costruzione di 105 nuovi siti distribuiti tra l'Inghilterra settentrionale, il Galles settentrionale e la Scozia e la realizzazione di altri 350 nuovi siti per continuare a riempire i not-spot mobili. Molti di questi nuovi siti si trovano in aree precedentemente prive di copertura da parte di qualsiasi operatore, il che ha permesso la ricezione di chiamate d'emergenza al 999 prima impossibili. La copertura geografica della rete 4G in Scozia ha superato il 75% alla fine del 2017.
L'11 settembre 2018, è stato annunciato un ulteriore aggiornamento della rete 4G di EE con una conversione delle onde radio da 3G a 4G. Al momento dell'aggiornamento, EE utilizzava le frequenze della banda di 2.100 MHz per il 3G e le stava convertendo, o “rifornendo”, per il 4G. Nei sei mesi successivi, verranno aggiornati più di 500 siti, che sono gli “hotspot” più frequentati della rete, dove c'è la maggiore richiesta di dati mobili. Questi siti sono distribuiti in città come Londra, Birmingham, Manchester, Bristol, Exeter, Hull, Nottingham, Edimburgo, Glasgow, Cardiff e Belfast. Oltre a garantire una maggiore velocità e affidabilità, questi siti forniranno cinque “portanti” 4G, un numero superiore a quello di qualsiasi altro operatore del Regno Unito, e accoglieranno gli smartphone più recenti che potranno supportare connessioni a tutte e cinque le portanti contemporaneamente, grazie alla Five Carrier Aggregation (5 CA). Inoltre, pone le basi per la sua rete 5G che sarà lanciata nel 2019 e sarà costruita sopra i siti aggiornati.
EE ha completato lo spegnimento della sua rete 3G nel febbraio 2024.

#### Tecnologia smart number
L'11 giugno 2018, EE è stata la prima rete del Regno Unito a lanciare la “smart number technology”, che consente ai clienti di utilizzare lo stesso numero su più dispositivi oltre allo smartphone, compresi tablet, smartwatch e computer portatili. Supporta chiamate e messaggi su più dispositivi e funziona anche quando non si ha con sé lo smartphone. Supporta fino a 5 altri dispositivi collegati e, per funzionare, è necessario che il dispositivo principale sia connesso a Internet tramite Wi-Fi o cellulare e che sia collegato alla rete EE. Le chiamate possono essere effettuate su più dispositivi contemporaneamente o passate da un dispositivo all'altro.
Inizialmente fu disponibile solo sui dispositivi Apple, mentre nei dispositivi Android è arrivata in un secondo momento. I clienti avrebbero dovuto avere un piano mensile EE sul proprio smartphone con almeno iOS 11.3 su iPhone 6 o successivo. Gli iPad e i Mac abbinati avrebbero dovuto avere rispettivamente almeno iOS 10 e OS X El Capitan, l'iPod Touch almeno iOS 10 e l'Apple Watch almeno watchOS 2. EE era anche l'unica rete del Regno Unito a supportare la piena capacità di connessione dell'Apple Watch Series 3.
Nel dicembre 2024, EE ha disattivato lo Smart Number per i suoi utenti, affermando che le chiamate iCloud e le funzionalità degli watch non sarebbero state influenzate da questo cambiamento.

#### Accordi per la rete virtuale
The Co-operative Mobile opera sulla rete EE in base a un accordo MVNO, che è stato rinegoziato nel dicembre 2010 per Virgin e nel novembre 2013 per ASDA (che in precedenza operava sulla rete Vodafone, ma l'accordo è terminato nel marzo 2021 quando ASDA Mobile è tornata a utilizzare la rete Vodafone).
BT Mobile ed EE hanno anche un accordo MVNO, che ha permesso a BT Mobile di offrire pacchetti dal marzo 2014.
EE ha acquistato LIFE Mobile nell'ottobre 2014, un MVNO creato da Phones 4u nel 2013 da PWC.

#### Mobile Broadband Network Limited
Il 3 settembre 2010, Everything Everywhere ha annunciato che Orange si sarebbe unita a Mobile Broadband Network Limited (MBNL), la joint venture per la condivisione della rete 3G costituita nel dicembre 2007 tra T-Mobile UK e Hutchison 3G UK (H3G UK). MBNL sarebbe diventata una joint venture 50:50 tra Everything Everywhere e Three UK, con Orange che avrebbe contribuito con diverse migliaia di stazioni base per la condivisione della rete. MBNL è stata creata dopo che T-Mobile e Three UK hanno concordato di mettere in comune le rispettive infrastrutture 3G in una joint venture 50:50. A settembre 2010, l'infrastruttura basata su HSPA di MBNL copriva oltre il 90% della popolazione britannica e si prevedeva che sarebbe salita a oltre il 98% entro la fine del 2010.

#### Riepilogo delle radiofrequenze
| Frequenza | Banda | Protocollo       | Classe |
| --------- | ----- | ---------------- | ------ |
| 1800 MHz  |       | GSM/GPRS/EDGE    | 2G     |
| 2100 MHz  | 1     | LTE/LTE Advanced | 4G/4G+ |
| 800 MHz   | 20    | LTE/LTE Advanced | 4G/4G+ |
| 1800 MHz  | 3     | LTE/LTE Advanced | 4G/4G+ |
| 2100 MHz  | 1     | LTE/LTE Advanced | 4G/4G+ |
| 2600 MHz  | 7     | LTE/LTE Advanced | 4G/4G+ |
| 700 MHz   | n28   | NR               | 5G     |
| 1800 MHz  | n3    | NR               | 5G     |
| 2100 MHz  | n1    | NR               | 5G     |
| 2600 MHz  | n7    | NR               | 5G     |
| 3500 MHz  | n78   | NR               | 5G     |

### Banda larga
EE ha ereditato il servizio a banda larga di Orange UK e, ad aprile 2015, contava circa 900.000 clienti a banda larga.

### Televisione
Nel novembre 2014, EE ha lanciato un servizio TV per i clienti a banda larga. Utilizzando un set-top box a marchio EE, offriva canali Freeview standard attraverso una connessione via antenna insieme a funzioni PVR e servizi di catch-up TV, in concorrenza con YouView. Nel giugno 2019, il servizio è stato sostituito con un nuovo pacchetto che utilizza un box Apple TV, che dà accesso anche a BT Sport.

## Marketing
Il 3 novembre 2012, EE ha lanciato la sua prima pubblicità televisiva, quattro giorni dopo il lancio dei servizi 4G e del nuovo marchio. La pubblicità ha avuto come protagonista Kevin Bacon e il suo Six Degrees of Kevin Bacon. La pubblicità è andata inizialmente in onda su ITV durante The X Factor, nella fascia oraria del sabato sera della televisione britannica. Gli spot sono stati girati per due giorni nell'agosto 2012 a Lewes.

### Sponsorizzazioni
EE ha iniziato a sponsorizzare i premi della British Academy of Film and Television Arts nel 2013, sostituendo il marchio Orange.
Nel febbraio 2014, è stato stipulato un accordo di sponsorizzazione dello stadio di Wembley della durata di sei anni con la Football Association, anche se non è stato classificato come un accordo di naming rights.

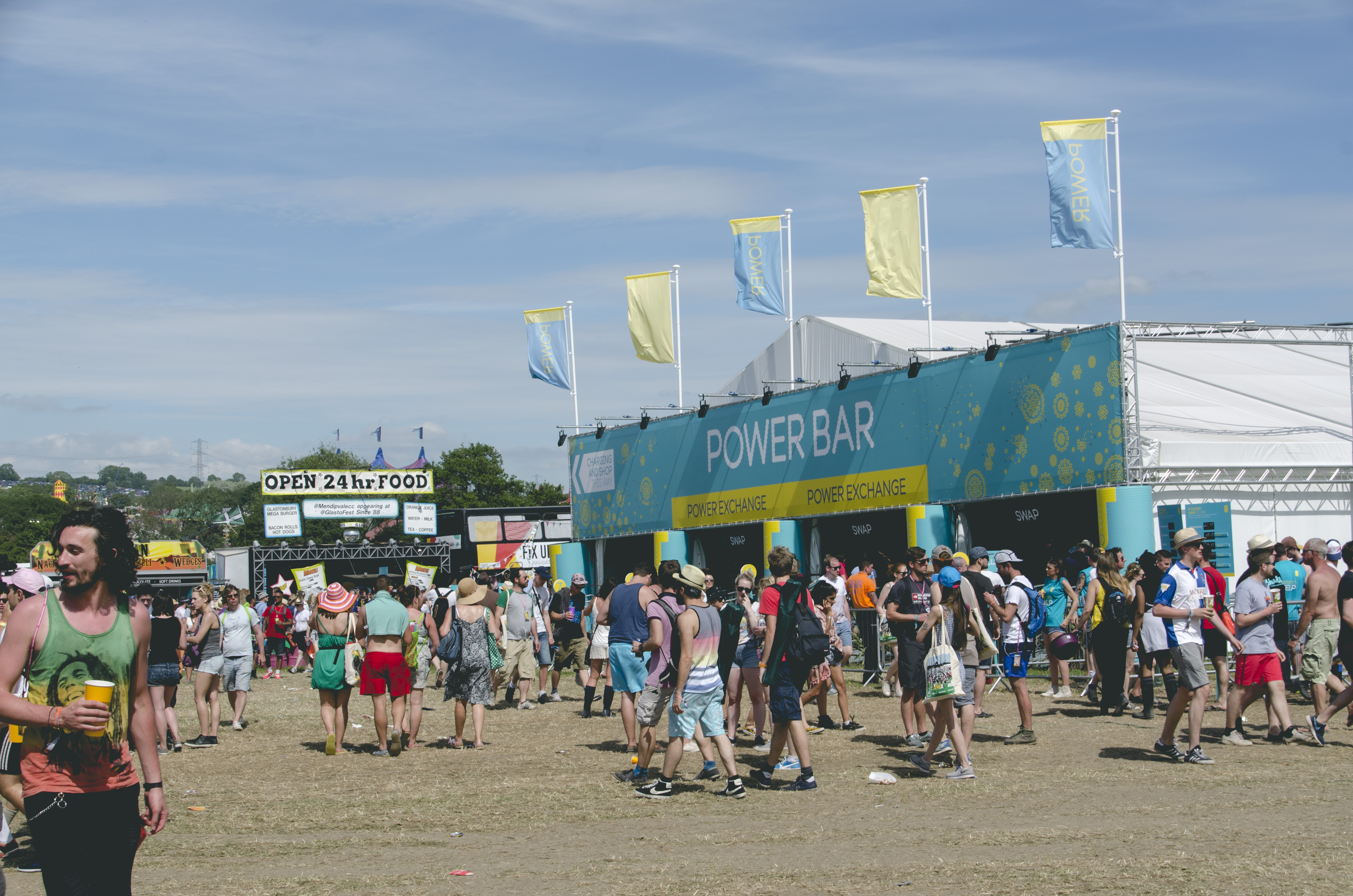
EE Power Bar al Festival di Glastonbury 2015.

EE ha partecipato al Festival di Glastonbury 2015, fornendo caricabatterie riutilizzabili per gli utenti di telefoni cellulari. Le “Power Bars” potevano essere scambiate una volta al giorno con un caricabatterie completamente carico in due punti del festival.

## Controversie
All'inizio del 2013, Ipsos MORI ha firmato un accordo con EE, in base al quale Ipsos MORI avrebbe commercializzato i dati sui 23 milioni di abbonati della società, ad esempio “quanti utenti telefonici hanno controllato i loro account Facebook o il sito web del loro negozio preferito”. Nello stesso anno, il Sunday Times ha rivelato che Ipsos MORI aveva negoziato un accordo per vendere questi dati alla polizia e ad altre parti. I dati includevano “sesso, età, codice postale, siti web visitati, ora del giorno in cui viene inviato un messaggio e posizione del cliente quando viene effettuata una chiamata”. Interpellata dal giornale, la polizia ha dichiarato che non avrebbe più portato avanti l'accordo. Ipsos MORI ha difeso le sue azioni, mentre EE ha rifiutato di commentare.
Nell'aprile 2013, T-Mobile UK è stata coinvolta in una controversia sull'aumento a metà contratto poiché ha applicato a molti clienti un incremento superiore all'indice dei prezzi al dettaglio, rifiutando però di consentire la disdetta come previsto dai termini del contratto. Un certo numero di clienti si è lamentato con il CISAS per la condotta di T-Mobile UK e la sua gestione della questione.
Nell'agosto 2014, EE ha avviato un nuovo servizio che permetteva ai clienti di saltare la coda quando telefonavano al servizio clienti di EE, al costo una tantum di 50p, per essere rapidamente messi in contatto con un agente disponibile. Questo ha scatenato l'indignazione dei consumatori che hanno considerato l'opzione come un costo esorbitante per essere messi in contatto con un membro del personale.
Più tardi, nello stesso mese, EE è stata accusata di aver cercato di mettere a tacere i clienti che si lamentavano sui social network, come Facebook e Twitter. I clienti hanno affermato che la società ha cancellato i loro reclami sulla pagina Facebook dell'azienda. L'impresa ha scoraggiato i clienti dal pubblicare le loro lamentele in pubblico, preferendo i messaggi privati.
Nel maggio 2015, EE è diventato il fornitore di telefonia fissa e banda larga più criticato dai consumatori, secondo l'ente regolatore Ofcom. I reclami contro il più grande operatore di telefonia mobile del Regno Unito riguardavano argomenti che andavano dai guasti alla linea, ai disservizi, fino ai problemi di fatturazione.
Nel gennaio 2017, EE è stata multata per 2,7 milioni di sterline da Ofcom per aver addebitato un costo eccessivo a più di 32.145 clienti. Agli utenti che avevano chiamato il numero del servizio clienti di EE in roaming all'interno dell'Unione europea era stato addebitato il costo come se stessero chiamando dagli Stati Uniti. Nonostante le chiamate al numero di EE dall'UE siano diventate gratuite dal 18 novembre 2015, EE ha continuato a emettere fatture a più di 7.600 clienti fino a gennaio 2016.
Nel maggio 2018, un white hat hacker ha scoperto che l'azienda non aveva aggiornato la password di amministratore predefinita su una piattaforma di test della qualità del codice contenente il codice sorgente dell'applicazione e le chiavi API e degli Amazon Web Services. L'azienda ha rilasciato una dichiarazione in cui afferma che “nessun dato dei clienti è, o è stato, a rischio”, mentre il ricercatore ha sottolineato che “hacker malintenzionati potrebbero analizzare il codice dei loro sistemi di pagamento e trovare grosse falle che potrebbero portare al furto di informazioni sui pagamenti”.
Più tardi, nello stesso mese, EE ha bloccato e rimosso un sito web dopo l'invio ai clienti di messaggi di testo che affermavano di provenire da EE e che offrivano uno sconto del 40% sulla bolletta mensile per celebrare il matrimonio reale. I clienti si sono rivolti ai social media per lamentarsi degli SMS. I messaggi truffa contenevano un link a un falso sito web di EE, che invitava i clienti a inserire i propri dati personali e il numero di carta. EE ha consigliato ai clienti che ricevono i messaggi di non cliccare su nessuno dei link e di cancellare i messaggi dopo averli inoltrati al 7726, il servizio anti-spam di Ofcom.
Nel giugno 2021, EE è stata la prima azienda a reintrodurre le tariffe di roaming per i suoi clienti nell'UE, dopo che la Brexit ha reso inapplicabili le normative UE sul roaming. Verrà addebitato un costo giornaliero di 2 sterline per poter utilizzare le quote di dati/chiamate/testi nelle destinazioni dell'UE.